# Kung Fu del Dragón
Los movimientos del estilo del Dragón (en chino, 龍形摩橋; pinyin, lóng xíng mó qiáo; Yale Cantonese: lung4 ying4 mo1 kiu4; literalmente "forma de dragón que araña puentes") de la artes marciales de China están basados en el mítico Dragón chino.

## Historia
Debido a que la historia del estilo del dragón ha sido transmitida históricamente de forma oral, es probable que sus orígenes no sean conocidos nunca con exactitud.
Algunos investigadores actuales del Estilo del dragón señalan que uno de los últimos miembros del Templo Shaolin (antes de su primera destrucción en 1570), Wu Mui, pudo haber sido el creador del estilo (Chow & Spangler, 1982). El Instituto Shaolin de Kung Fu del Pacífico Noroeste está de acuerdo con la fecha de 1570 como momento de la destrucción del templo e indica explícitamente que el estilo del dragón fue creado en el Templo Shaolin en Henan hacia 1565; no obstante, añade a la atribución a Wu Mui un origen alternativo que identificaría al Dragón con un tipo de arte marcial relacionada, Yau Gung Mun, que se atribuye al monje Mui Fa San Yang en contradicción con la propia tradición de Yau Kung Mun. El instituto añade, además, que el dragón desarrolló diversas variantes entre el norte y el sur.
De acuerdo con el profesor de Dragón Steve Martin, del Instituto Sojourn de Artes Marciales Antiguas, el estilo tiene sus raíces en el Hakka Kuen, una combinación de los estilos locales de los Hakka del Guangdong con el estilo que el monje Gee Sim Sim See enseñó en Guangdong y en la provincia vecina de Fujian en los años 1700s.
Al norte de Dongjiang en el noroeste de Bóluó , un condado de la prefectura de Huizhou, en la Provincia de Guangdong, está la montaña sagrada de Luófúshān. Luófúshān es el lugar de muchos templos, incluido Wa Sau Toi,donde hacia 1900 un maestro de Zen llamado Tai Yuk) enseñó el estilo del dragón a Lam Yiu-Kwai, que a continuación transmitió el arte a muchos estudiantes de sus escuelas en Cantón.
Debido a que Lam Yiu-Kwai y Cheung Lai-Chuen fueron compañeros de entrenamiento durante muchos tiempo, el estilo del dragón y el estilo Bak Mei de Cheung comparten muchas características. Buenos amigos desde su juventud en la región de Dongjiang de Huizhou y, más tarde primos a través de un matrimonio, Lam y Cheung abrirían juntos varias escuelas.
Puede haber otros estilos llamados del dragón que otras escuelas crean que son más antiguos; sin embargo, el Estilo del Dragón de Lam Yiu-Kwai es el más extendido y el más conocido.

## Técnicas

### Introducción
El estilista del dragón confía en una variedad de técnicas de lucha que empleadas para una amplia gama de necesidades. El estilo usa técnicas que pueden mutilar o matar a un oponente si la necesidad surge, o puede ser usado simplemente para pelear por el control de una zona.

### Bases
El practicante del Kung Fu del Dragón ataca de forma típica con los ataques yang, en forma de curva. Una de las maniobras básicas es la técnica del agarre con tres dedos, que utiliza el índice, el pulgar y el dedo corazón, o con los cinco dedos para ataques en los que se aprieta con fuerza los músculos, los tendones y los puntos de acupresión; hay también rápidos ataques con las palmas cerradas. Las técnicas de golpeo pueden ser con las manos abiertas o cerradas. También se usa, al modo imaginario en que un dragón lo haría, la técnica de agarrar y rasgar. Las patadas, dirigidas siempre por debajo de la cintura, son usadas sobre áreas sensibles como las ingles, las rodillas y los pies.
La cintura, el más grande y el más central de todos los músculos humanos, es el que merece la mayor atención en el aprendizaje del Estilo de Dragón. La mayor parte de los esfuerzos se hacen para reforzar, coordinar y utilizar este músculo con el objeto de alcanzar movimientos poderosos y rápidos. Por ejemplo, un golpe con el puño será más poderoso si su origen se encuentra en un movimiento de cintura que fluye por todo el cuerpo y explota finalmente en el puño.

### Trabajo con los pies
Tanto en la variante del norte como en la del sur del estilo del dragón, el trabajo de las piernas se caracteriza por un movimiento en zig-zag que imita el imaginario movimiento del mítico dragón chino. En la variante meridional, las pequeñas progresiones son acentuadas para complementar el estilo de combate de gama corta del sistema. En la variante del Norte, las progresiones son mayores, utilizando la fuerza de las piernas para moverse dentro y fuera del área de ataque del contrario con velocidad y fuerza.

### Lema delEstilo del dragónde la variante del sur
«Contrólese, deje a los otros que hagan lo que pretenden. Esto no le hace ser débil. Controle su corazón, obedezca a los principios de la vida. Esto no significa que los otros sean más fuertes.»

### Códigos delEstilo del dragónde la variante del sur
Las semillas que fueron plantadas primero son de Haufeng. La esencia fue conseguida más tarde en Haushou. Resérvese uno mismo y ceda a los otros, no porque uno sea débil. Sino para mantener el Tao ético y dejar a los demás que puedan reclamar algo.

### Estilo del dragóndel sur - Cuatro reglas y dos principios
Concentarse en aprender y en acondicionar el cuerpo. Evitar la pereza. Ser honrado y mantener el honor. No actuar con hipocresía. Respetar a los padres, honrar al profesor. No desafiar. Tratar a los otros con honestidad, tratar a los amigos con lealtad. No ser arrogante.